# CineGraph
CineGraph – Hamburgisches Centrum für Filmforschung e. V. ist ein deutsches Filminstitut. Es vermittelt Ergebnisse filmhistorischer Forschung durch Kongresse und Retrospektiven, Seminare, Ausstellungen, Publikationen und Multimedia und berät und unterstützt bei Forschungsvorhaben zur Film- und Mediengeschichte. CineGraph erforscht die Filmgeschichte als Mediengeschichte, also als Darstellung der komplexen Wechselwirkung von Ästhetik, Technik, Politik und Ökonomie im zeitgeschichtlichen Umfeld.

## Geschichte
Die Arbeit von CineGraph basiert auf Entwicklungen Ende der 1970er Jahre, als Hans-Michael Bock zusammen mit Hans Helmut Prinzler ein bio-filmografisches Loseblatt-Lexikon konzipierte: CineGraph – Lexikon zum deutschsprachigen Film, ein international als Standardwerk anerkanntes Handbuch, erschien als Loseblattsammlung 1984–2022 bei der edition text + kritik, München, seither beim Avinus Verlag, Hamburg.
Nach dem ersten Internationalen filmhistorischen Kongress über den aus Hamburg stammenden Filmregisseur und Schauspieler Reinhold Schünzel wurde am 2. August 1989 der eingetragene Verein CineGraph – Hamburgisches Centrum für Filmforschung e. V. als juristischer Träger für die sich erweiternden Aktivitäten gegründet.
Mit Zustimmung von Hans-Michael Bock konnte der inzwischen international etablierte Name CineGraph für den Verein übernommen werden. Die Arbeit von CineGraph wird finanziell von der Kulturbehörde Hamburg unterstützt. Seit Februar 2001 ist CineGraph Mitglied im Deutschen Kinemathekenverbund.
CineGraph betreibt eine umfangreiche filmo- und biografische Datenbank (CineBase) und hat zusammen mit dem Deutschen Filminstitut (DFI) das Internetportal www.filmportal.de konzipiert und aufgebaut. Bei den Veranstaltungen und Publikationen arbeitet CineGraph mit zahlreichen nationalen und internationalen Filminstituten zusammen.

## Veranstaltungen
Seit 1988 veranstaltet CineGraph jährlich den Internationalen Filmhistorischen Kongress, zunächst mit Unterstützung des Staatlichen Filmarchivs der DDR, seit 2001 mit dem Bundesarchiv Abteilung Filmarchiv als Mitveranstalter.
Die Themen beim Filmhistorischen Kongress waren:
- 1988 – Reinhold Schünzel –  Sinnlicher Schurke, beschwingter Komödiant aus Anlass des 100. Geburtstags des in Hamburg geborenen Schauspielers und Regisseurs
- 1989 – Lumpen und Seide – Richard Oswald, Regisseur und Produzent
- 1990 –  Agenten, Abenteuer & Amouren –  Die Atelierwelten des Regisseurs und Produzenten Joe May
- 1991 – Grand Hotel Babylon - Die Nachtwelten des Autors und Regisseurs E. A. Dupont
- 1992 – London Calling - Deutsche im britischen Film der dreißiger Jahre
- 1993 – Schwarzer Traum und weiße Sklavin - Deutsch-dänische Filmbeziehungen 1910-1920
- 1994 – Fantaisies russes - Russische Filmmacher in Berlin und Paris 1920-1930
- 1995 –  Allô? Berlin? Ici Paris! - Französisch-deutsche Filmbeziehungen zwischen den Weltkriegen
- 1996 – Triviale Tropen. Der exotische Reise- und Abenteuerfilm in Deutschland 1919-1939
- 1997 – ... aus dem Geiste der Operette. Musiktheater und Tanzkultur im deutschen Film 1922-1937
- 1998 – Als die Bilder singen lernten. Krise und Goldenes Zeitalter des internationalen Musikfilms, 1925-38
- 1999 – CinErotikon. Sexualität zwischen Aufklärung und Ausbeutung in der Weimarer Republik
- 2000 – Deutsche Universal. Transatlantische Verleih- und Produktionsstrategien eines Hollywood-Studios
- 2001 – 3 × Nebenzahl. Eine deutsch-amerikanische Produzentenfamilie zwischen Europa und Hollywood
- 2002 – Tonfilmfrieden / Tonfilmkrieg. Die Geschichte der Tobis vom Technik-Syndikat zum Staatskonzern
- 2003 –  Alliierte für den Film. Arnold Pressburger, Gregor Rabinowitsch und die Cine-Allianz

2004 wurde das cinefest – Internationales Festival des deutschen Film-Erbes ins Leben gerufen, das jährlich im November stattfindet. Der Filmhistorische Kongress ist weiterhin ein wichtiger Bestandteil des Festivals.
Teile des Festival-Programms gehen anschließend auch auf Tour nach Berlin, Prag, Wiesbaden, Zürich, Koblenz und in andere europäische Städte.

## Auszeichnungen
Beim internationalen Stummfilmfestival Le giornate del cinema muto in Pordenone wurde CineGraph 2007 für seine Verdienste um das Filmerbe mit der Plakette des Festivals ausgezeichnet.

## Preise
Beim cinefest wird zur Eröffnung des Festivals der Reinhold-Schünzel-Preis für Verdienste um das deutsche Filmerbe verliehen. Mit dem Willy-Haas-Preis werden Publikationen zum deutschsprachigen Film ausgezeichnet.
Den Reinhold Schünzel-Preis erhielten:
- 2004 Ingrid Scheib-Rothbart (†), langjährige Filmprogramm-Verantwortliche im Goethe-Haus New York.
- 2005 Manfred Klaue (†), ehemaliger Direktor des Staatlichen Filmarchivs der DDR und Präsident des internationalen Verbands der Filmarchive FIAF.
- 2006 der italienische Filmhistoriker Vittorio Martinelli (†).
- 2007 der Filmhistoriker Gero Gandert (†), Berlin.
- 2008 Vladimír Opěla, ehemaliger Direktor des NFA - Národní filmový archiv, Prag.
- 2009 der Filmjournalist Volker Baer (†), Berlin.
- 2010 die Filmwissenschaftlerin Heide Schlüpmann, Frankfurt/Main.
- 2011 Barton Byg, Gründer der DEFA Film Library an der University of Massachusetts, Amherst.
- 2012 der französische Filmhistoriker Bernard Eisenschitz, Paris.
- 2013 der Filmpublizist und Kritiker Wolfram Schütte, Frankfurt.
- 2014 der Filmhistoriker Horst Claus (†), Bristol.
- 2015 Vera Gyürey, ehemalige Direktorin des ungarischen Filmarchivs, Budapest.
- 2016 die Exil-Forscherin und Filmwissenschaftlerin Heike Klapdor, Berlin.
- 2017 der amerikanische Filmhistoriker Lenny Borger (†), Paris.
- 2018 der Filmhistoriker und Archivar Jan-Christopher Horak, Los Angeles.
- 2019 der Filmhistoriker und Festivaldirektor Giovanni Spagnoletti, Rom.
- 2020 die Filmhistorikerin und Kulturpolitikerin Kathinka Dittrich van Weringh, Köln.
- 2021 die Filmhistorikerin und Autorin Christiane Mückenberger (†), Potsdam-Babelsberg.
- 2022 die Filmhistorikerin Sabine Hake, Austin (Texas) und Freiburg.
- 2023 der Filmhistoriker Leonardo Quaresima, Udine und Bologna.
- 2024 der Filmhistoriker Hervé Dumont, Lausanne, ehemaliger Direktor der Cinémathèque suisse.

## Publikationen
Nach jedem Kongress erscheint in der edition text + kritik eine Publikation (CineGraph Buch) mit den gewonnenen Erkenntnissen, die den neuesten Forschungsstand dokumentieren.
Darüber hinaus sind zahlreiche deutsche und internationale Publikationen in Zusammenarbeit mit CineGraph erschienen, u. a.:
- Recherche: Film. Quellen und Methoden der Filmforschung. Hrsg. von Hans-Michael Bock und Wolfgang Jacobsen. München: edition text + kritik, 1997, ISBN 3-88377-550-9
- Das Ufa-Buch. Kunst und Krisen, Stars und Regisseure, Wirtschaft und Politik. Hrsg. von Hans-Michael Bock und Michael Töteberg in Zusammenarbeit mit CineGraph. Frankfurt/Main: Zweitausendeins, 1992, ISBN 3-86150-065-5
- Geschichte des Internationalen Films. Hrsg. von Geoffrey Nowell-Smith. Aus dem Englischen von Hans-Michael Bock und einem Team von Filmwissenschaftlern. Stuttgart, Weimar: Metzler, 1998, ISBN 3-476-01585-8
- in Cooperation mit der Deutschen Kinemathek, Berlin, erschienen  Film-Kurier-Index (25 Bände), sowie die Reihen FilmMaterialien und FILMtext